# Č
Č – litera alfabetu łacińskiego z diakrytycznym znakiem háček. Jest to odpowiednik dwuznaku „cz”. Litera ta jest stosowana w pisowni wszystkich języków zachodniosłowiańskich z wyjątkiem polskiego i kaszubskiego oraz w pisowni tych języków południowosłowiańskich, które stosują alfabet łaciński. Włączono ją też do alfabetu białoruskiego w krótkim okresie, kiedy teksty białoruskie zapisywano łacinką.
Litera č stosowana jest powszechnie w transkrypcji i transliteracji tekstów pisanych cyrylicą (odpowiada jej cyrylicki grafem Ч).
Używana jest także w językach nowopruskim (w zapożyczeniach), litewskim i łotewskim oraz w zapisach alfabetem łacińskim języków lapońskich.